# Шафа (фільм, 2001)
Хамелеон (фр. Le Placard, тобто «Шафа») французька комедія 2001 року режисера Франсіса Вебера.

## Про фільм
Франсуа Піньйон (Класичне ім'я персонажів французьких комедій) маленька людина, чесна, порядна, віддана справі, але у той же час — нестерпний нудьгар. Намагається бути непомітним, живе лише надією на побачення з коханою дружиною, а та його кинула. Син теж не бажає з ним зустрічатися, ігнорує, не поважає як батька. І ще до всіх негараздів Піньйон дізнається, що він кандидат на звільнення. Нічого не залишається, що б тримало на цьому світі, лише один вихід  — самогубство. Та тут сусід дає, здавалося б, безглузду пораду  — удавати із себе гомосексуала.
Така несподівана зміна в очах співробітників неочікувано змінює і самого Піньйона. Це тепер не безли́ций бухгалтер, а чоловік, який може відстоювати свої інтереси, цікавий батько, з яким син може поговорити не лише «віч-на-віч», а й навіть покурити марихуану. Нарешті начальниця Франсуа Піньйона вбачає у ньому справжнього чоловіка.
Ідея фільму — не буває безвихідних ситуацій. Ніби підкреслюючи давню китайську омонімію до слова «криза», на це у китайській мові є два ієрогліфи «проблема» і «можливість». Головний герой фільму стикається з проблемою, яка, одночасно, є можливістю змінити себе і навколишній світ.

## В ролях
- Даніель Отей  — Франсуа Піньйон
- Жерар Депардьє  — Фелікс Сантіні
- Тьєррі Лермітт  — товариш по службі Сантіні
- Мішель Омон  — сусід Франсуа Піньйона
- Мішель Ларок  — мадемуазель Бертран (співробітниця Франсуа Піньйона)
- Жан Рошфор  — директор заводу
- Олександра Вандернут  — колишня дружина Піньйона